# 清少納言知恵の板

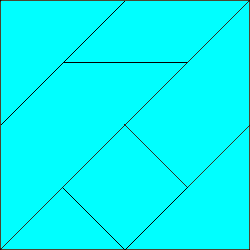
清少納言知恵の板

清少納言知恵の板（せいしょうなごんちえのいた）は、日本で生まれたシルエットパズルである。似たパズルにタングラムがある。
また「清少納言知恵の板」はこのパズルに言及する江戸時代中期の書物の題名でもある。

## 片の構成
清少納言知恵の板は、直角二等辺三角形を最小単位とした7個の片で成り立っている。
- 三角形
  - 小（1単位）
  - 中（2単位）2片
- 四角形
  - 正方形（2単位）
  - 平行四辺形（2単位）
  - 直角台形（3単位）
  - 等脚台形（4単位）

（）内は最小の三角形を1とした時の面積である。

## 歴史
清少納言知恵の板の発祥に関して詳しいことは分かっていないが、文献上の初出は、1742年（寛保2年）に刊行された同名の書籍である。この本の著者は不明であるが、享保年間に算術書や奇術の書などを書いた多賀谷環中仙が著者であると考えられている。翌1743年に中根彦循は数学遊戯の本『勘者御伽双紙』で清少納言智恵の板に似た6片の智恵の板について言及している。それ以前については詳しく分かっていない。

### 清少納言知恵の板とタングラム
清少納言知恵の板とタングラムは共に18世紀ごろ作られたと考えられているが、共に正確な発祥はわかっていない。
参考文献に挙げた『絵と形のパズル読本』では以下の4通りの可能性について言及している。
1. 清少納言知恵の板が日本で、タングラムが中国でそれぞれ独立して誕生した。
2. 清少納言知恵の板が日本で生まれ、中国に伝わりタングラムに変わった。
3. タングラムが中国で生まれ、日本に伝わり清少納言知恵の板に変わった。
4. 日本でも中国でもない国で原型が生まれ、日本と中国に伝わった。

このうち、4.に関しては裏付ける資料がないため可能性は低いとしている。
他の可能性として、中国でタングラムの原型となったと考えられている「蝶翅几」が日本に伝わって清少納言知恵の板の原型になった（1.と3.中間）と考える人もいる。

## 造形

清少納言知恵の板の造形例「釘抜き」

清少納言知恵の板は、7片を使用して様々な形を作ることができる。古くから知られている代表的な造形として右の「釘抜き」がある。この形は、タングラムの7片で作れない図形でもある。
濁音・半濁音を除くひらがな・カタカナ各48文字を作ることもできる。
元の正方形を違う組み方で作ることができる。